# Svea-Fahrrad

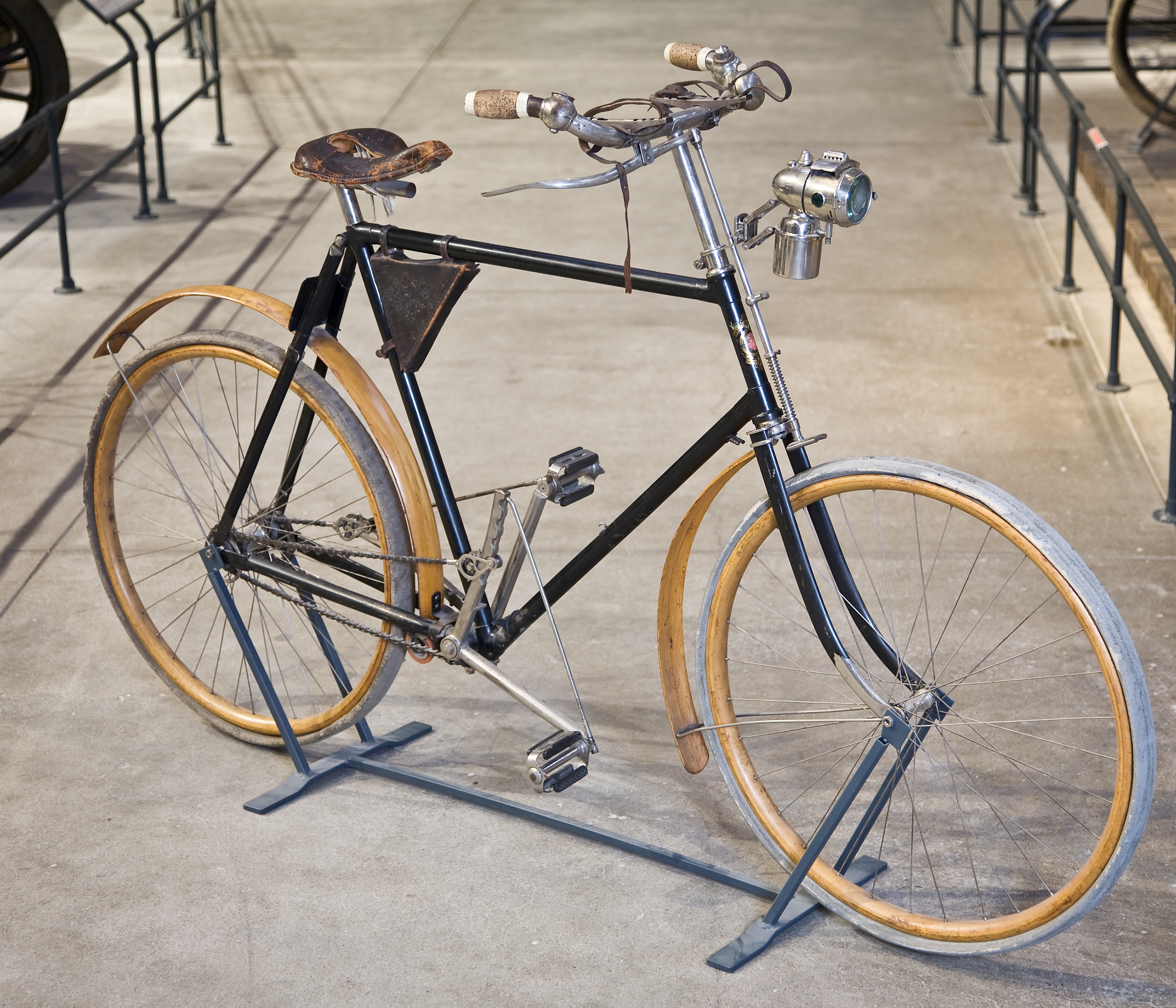
Das Svea-Fahrrad von Fredrik Ljungström und Birger Ljungström. Man kann erkennen, dass die Fahrradkette im Bereich der Hinterradritzel und des Tretlagers unterschiedliche Kettenglieder besitzt. Am Vorderrad befindet sich eine zusätzliche Löffelbremse.

Das Svea-Fahrrad war eine technische Spielart des Fahrrades im 19. Jahrhundert. Es wurde von den Brüdern Fredrik und Birger Ljungström erfunden und besaß bereits die heute bekannte Rahmenform; der Antrieb des Rades funktionierte jedoch nach einem völlig anderen Prinzip. Die Erfinder verwendeten Hebel anstelle eines umlaufenden Kettenblatts. Angetrieben wurde das Fahrrad, indem die mit Pedalen versehenen Hebel abwechselnd betätigt, gebremst, indem beide Pedale gleichzeitig getreten wurden. Wurde auf einer Seite das Pedal getreten, wurde die Kette von dem am Pedal befestigten Hebel nach vorne gezogen und versetzte das auf der gleichen Seite angebrachte Hinterradritzel in Drehung. Das untere Kettentrum wurde über ein waagrechtes Kettenrad unterhalb des Tretlagers auf die andere Seite des Fahrrads geführt, durch ein zweites Hinterradritzel umgelenkt und war dann am Hebel des anderen Pedals befestigt. So wurde beim Niedertreten des einen Pedals immer gleichzeitig das andere nach oben gezogen. Beide Ritzel verfügten über einen (1892 patentierten) Freilauf.